# Amerikansk fotboll i Sverige
Amerikansk fotboll kom till Sverige på 1970-talet och den första klubben bildades 1982. Högsta serien för dam och herr heter Superserien. Under denna finns division 1 och 2. För U19, U17, U15 finns det nationella serier. För PeeWee (U9,U11 och U13) spelas lokala serier och turneringar.

## Historia
Amerikansk fotboll kom till Sverige med utbytesstudenter på 1970-talet[källa behövs], och därför var också gymnasieskolorna först ut med sporten. Sveriges första förening bildades 1982 och kallades Danderyd Mean Machines, numera Stockholm Mean Machines. Svenska Amerikansk Fotbollförbundet bildades 1984. Den första SM-finalen spelades året efter och vanns av Lidingö Pink Chargers. 1991 startade den rikstäckande ligan Superserien för herrar. Efter att under 1990-talet haft några mycket bra år, gick sporten tillbaka. Orsaken var att klubbarna saknat fungerande ungdomsverksamhet. Numera satsar klubbarna på ungdomarna och sporten växer igen. Klubbar för amerikansk fotboll finns på en rad lokala orter i Sverige idag, i bland annat: Borås, Karlshamn, Karlstad, Gävle, Göteborg, Helsingborg, Luleå, Norrköping, Örebro, Stockholm och Umeå.

### Herrar
Högsta serien i Sverige heter Superserien och bestod 2020 av fyra lag. Under Superserien finns det två regionala division 1-serier. Svenska mästerskapet avgörs genom ett slutspel där de fyra bäst placerade klubbarna från Superserien ingår. Svensk mästare 2022 blev Stockholm Mean Machines .
På landslagsnivå har Sveriges landslag varit framgångsrika. Landslaget tog en bronsmedalj i det första världsmästerskapet 1999, där dock USA och Kanada inte deltog. De svenska framgångarna kröntes då Sverige 2005 vann Europamästerskapet på hemmaplan i Malmö, och därmed kvalificerade sig till VM i Japan 2007. 

### Damer
Sedan 2012 bedrivs seriespel för damer. Under premiärsäsongen 2012 spelade i Div 1 Dam lagen Stockholm Mean Machines, Arlanda Jets, Lidingö Saints och Uppsala 86ers, där Stockholm Mean Machines segrade i SM-finalen mot Arlanda Jets. Säsongen 2013 ersattes Lidingö Saints av Västerås Roedeers och året därpå tillkom även Örebro Black Knights samt Carlstad Crusaders. 2015 anslöt Göteborg Marvels och 2016 Jönköping Spartans. 2019-2021 spelas seriespel i två divisioner: Superserien för damer och Division 1 dam men sedan 2022 spelas seriespel åter igen i enbart en division.  
| Säsong | Lag                     |
| ------ | ----------------------- |
| 2012   | Stockholm Mean Machines |
| 2013   | Stockholm Mean Machines |
| 2014   | Stockholm Mean Machines |
| 2015   | Stockholm Mean Machines |
| 2016   | Örebro Black Knights    |
| 2017   | Örebro Black Knights    |
| 2018   | Carlstad Crusaders      |
| 2019   | Carlstad Crusaders      |
| 2020   | Carlstad Crusaders      |
| 2021   | Carlstad Crusaders      |
| 2022   | Carlstad Crusaders      |
| 2023   | Carlstad Crusaders      |
| 2024   | Carlstad Crusaders      |

Sverige har även ett damlandslag. I det första världsmästerskapet för damer, som avgjordes på Zinkensdamms IP i Stockholm 2010, placerade man sig på femte plats, ett resultat som också upprepade sig under VM 2013. 2019 tog man silver i Europamästerskapen för damer.

### Juniorer
Första junior-SM-finalen spelades på Ryavallen i Borås 1991 mellan Lidingö Pink Chargers och IFS Göteborg Giants. Dock uppstod viss förvirring innan kickoff då det visade sig att den norra delen av serien (Lidingö) hade spelat med elva man under grundspelet och den södra (Göteborg) med nio man. Efter viss överläggning beslutades att Giants skulle lägga till två linjespelare till laget då det ansågs att deras matchtaktik påverkades mindre. Matchen spelades och till slut stod Lidingö som Sveriges första JSM-vinnare. Matchen slutade med 12-0 till Stockholmsklubben.[källa behövs]
Under 1990-talet dominerade Arlanda Jets juniorfotbollen i Sverige då man tog sig till sju av nio JSM-finaler i U19 med JSM-guld 1994, 1996, 1997 och 1999 och JSM-silver 1992, 1993, 1998 och 2001. Carlstad Crusaders har därefter varit den dominerande klubben på juniorsidan och vunnit fem JSM-finaler i rad mellan 2000 och 2004 innan sviten bröts av Gefle Red Devils 2005.[källa behövs]

## Media
Amerikansk fotboll i Sverige har haft ett antal hemsidor som täckt fotbollen åt fansen. I mellanrummet mellan säsongerna 2012 och 2013 skapade ett antal av dessa sidor en gemensam sida SFN, Swedish football network. SFN täcker mestadels superserien men har även artiklar om Division 1 och svensk damfotboll.  
Svenska förbundet för amerikansk fotboll, flaggfotboll och landhockey streamar seriematcherna i amerikansk fotboll på deras egen kanal SWE3-play.   